# Rozier-en-Donzy
Rozier-en-Donzy – miejscowość i gmina we Francji, w regionie Owernia-Rodan-Alpy, w departamencie Loara.
Według danych na rok 1990 gminę zamieszkiwało 1146 osób, a gęstość zaludnienia wynosiła 121 osób/km² (wśród 2880 gmin regionu Rodan-Alpy Rozier-en-Donzy plasuje się na 708. miejscu pod względem liczby ludności, natomiast pod względem powierzchni na miejscu 1162.).

## Populacja

Populacja Rozier-en-Donzy w latach 1962-2008